# Adalberto Libera
Adalberto Libera est un architecte italien né le 16 juillet 1903 à Villa Lagarina (alors partie de l'Empire austro-hongrois) et mort le 17 mars 1963 à Rome.
Il est l’un des principaux représentants de l’architecture rationaliste italienne. Des projets marqués par le Futurisme, restés à l’état d’esquisses, aux concours et grandes commandes institutionnelles des années fascistes, ainsi qu’aux programmes de la reconstruction et des années d’expansion d’après-guerre : le travail de Libera restitue l’originalité de la modernité architecturale italienne.

## Biographie
Adalberto Libera est diplômé, en 1928, de l'école d'architecture de Rome. Originaire du nord de l'Italie, il suit avec attention les débats architecturaux qui s'y développent. Il sera à Rome le représentant du Gruppo 7 et du M.I.A.R. (Mouvement italien pour l'architecture rationaliste), et ainsi au cœur du courant rationaliste qui se structure.
Au tout début des années 1930, Libera dessine des projets qui seront immédiatement classés d'avant-garde. C'est à cette période qu'il fait la connaissance de Mario Ridolfi avec qui il dessine « les Maisons économiques à Rome », aménagement économique pour des maisons populaires, et tout particulièrement la Palazzata di Messina.
Il participe aux deux premières expositions d'architecture rationaliste à Rome (1928 et 1929) et est nommé commissaire de l'exposition pour le 10e anniversaire de la révolution fasciste en 1932. Cela lui vaudra de construire les pavillons de Chicago en 1933 et Bruxelles en 1935.
En 1937, l'écrivain Curzio Malaparte lui demande de dessiner une « Maison comme moi », à son image, sur le site extraordinaire de Capo Massulo à Capri, il bâtira ainsi la villa Malaparte.
De 1943 à 1946, Libera se retire à Villa Lagarina où il reprend son travail de peinture et où il va rédiger son livre jamais publié sur « La technique fonctionnelle de l'habitat ».
Après la guerre, de 1947 à 1954, Adalberto Libera sera chargé de la programmation de logements sociaux pour l'INA-CASA, (Istituto Nazionale di Assicurazione), ce qui lui permettra de réaliser l'INA-CASA à Trente en 1949, et notamment l'unité d'habitation horizontale à Tuscolano 1950-1954. En 1956, il entreprend la réalisation de la cathédrale de La Spezia, puis, en 1957, le village olympique de Rome.
Il meurt à Rome le 17 mars 1963.

## Principales réalisations
- Villa Malaparte à Capri (1938-1942), maison sur trois niveaux à flanc de falaise .
- Palais des Congrès (1938-1954) à Rome.